# Bezirkskliniken Mittelfranken
Die Bezirkskliniken Mittelfranken sind ein kommunales Gesundheitsunternehmen des Bezirks Mittelfranken für psychische und neurologische Erkrankungen.

## Geschichte
Das Kommunalunternehmen Bezirkskliniken Mittelfranken besteht seit dem Jahr 2005. Auf Beschluss des Bezirkstags von Mittelfranken vom 14. Oktober 2004 wurden die drei psychiatrischen Fachkrankenhäuser (Klinikum am Europakanal Erlangen, Frankenalb-Klinik Engelthal, Bezirksklinikum Ansbach) und beide Heime des Bezirks Mittelfranken (Soziotherapeutisches Wohn- und Pflegeheim Ansbach und Soziotherapeutisches Wohnheim Eggenhof) in ein selbständiges Unternehmen mit der Rechtsform einer Anstalt des öffentlichen Rechts überführt. Ziel der Bezirkskliniken ist es, für Menschen mit psychischen und neurologischen Erkrankungen in Mittelfranken eine gemeindenahe und differenzierte Versorgung mit ambulanter, teilstationärer und stationärer Krankenhausbehandlung, Rehabilitation und Pflege zu gewährleisten.
Das Klinikum am Europakanal in Erlangen ist die älteste Einrichtung der Bezirkskliniken Mittelfranken und wurde im Jahr 1846 als Kreisirrenanstalt gegründet. Ab 1910 wurde sie Heil- und Pflegeanstalt genannt, mit der Verlegung an den Europakanal erhielt sie 1977 den heutigen Namen.  Die Frankenalb-Klinik Engelthal wurde 1898 erbaut und 1900 zunächst als Lungenheilstätte in Betrieb genommen. 1902 wurde das Bezirksklinikum Ansbach eröffnet.

## Kliniken und Wohnheime

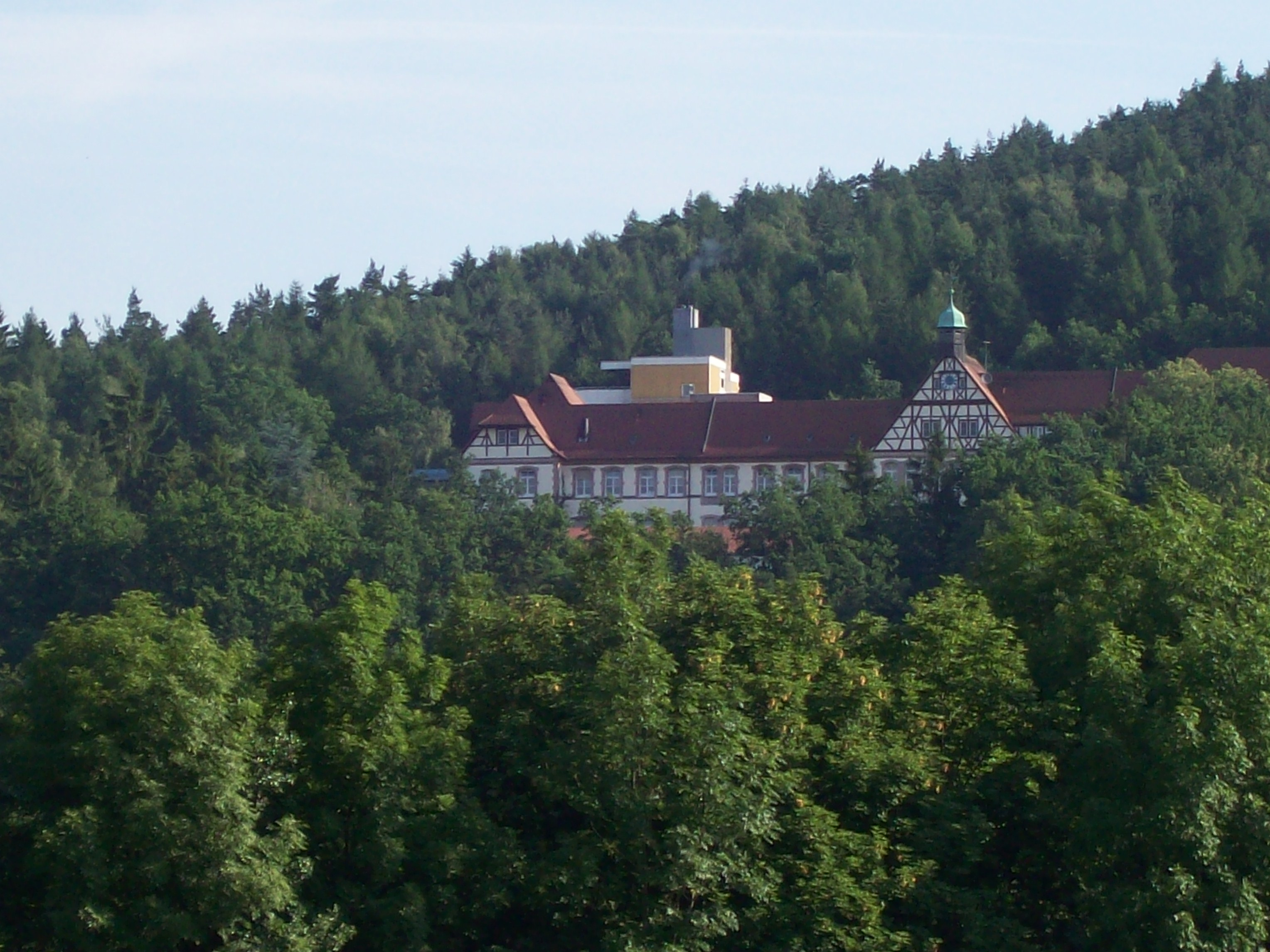
Frankenalb-Klinik Engelthal

Die Bezirkskliniken Mittelfranken verfügen über acht Kliniken und zwei Wohnheime mit insgesamt 1700 Betten und Behandlungsplätzen. Pro Jahr werden rund 14.500 stationäre und teilstationäre Patienten sowie über 40.000 ambulante Patienten behandelt.
- Bezirksklinikum Ansbach mit Kliniken für Psychiatrie, Psychotherapie und Psychosomatik (403 Betten) und Tagesklinik, für geriatrische Rehabilitation (45 Betten), für Psychiatrie, Psychosomatik und Psychotherapie des Kindes- und Jugendalters (41 Betten) und Tagesklinik und für forensische Psychiatrie (148 Betten)
- Frankenalb-Klinik Engelthal mit einer Klinik für Psychiatrie, Psychotherapie und Psychosomatik (190 Betten) und Tagesklinik
- Klinikum am Europakanal in Erlangen mit Kliniken für Psychiatrie, Sucht, Psychotherapie und Psychosomatik (401 Betten), einem Zentrum für Neurologie und Neurologische Rehabilitation (135 Betten) und einer Klinik für forensische Psychiatrie (100 Betten)
- Klinik für Psychiatrie und Psychotherapie Fürth mit Kliniken für Allgemeinpsychiatrie, Gerontopsychiatrie und Suchtmedizin (100 Betten)
- Soziotherapeutisches Wohnheim Ansbach mit 50 Plätzen, es umfasst einen beschützenden und einen nicht beschützenden Wohnbereich, eine Vorbereitungsgruppe sowie eine Außenwohngruppe mit Wohn- und Arbeitstraining. Ziel ist die Wiedereingliederung chronisch psychisch kranker Menschen.
- Soziotherapeutisches Wohnheim Eggenhof in Uttenreuth mit 45 Plätzen für 45 chronisch psychisch Kranke. Mit Hilfe von gruppen- und einzeltherapeutischen Maßnahmen sollen psychisch kranke Menschen wieder an den Alltag gewöhnt werden.[2]

## Verwaltungsrat und Vorstand
Der Verwaltungsrat besteht aus dem Bezirkstagspräsidenten des Bezirks Mittelfranken als Vorsitzendem und zehn weiteren stimmberechtigten Mitgliedern aus der Mitte des Bezirkstages. Die Amtszeit der Verwaltungsratsmitglieder richtet sich nach der Amtsperiode des Bezirkstages. Der Verwaltungsrat überwacht die Geschäftsführung des Vorstands und beschließt über wesentliche, insbesondere strategische Änderungen in den Einrichtungen der Bezirkskliniken Mittelfranken. Außerdem legt der Verwaltungsrat die Rahmenbedingungen sowie die finanziellen Eckdaten fest. Im November 2023 wählte der neue Bezirkstag in Mittelfranken Peter Daniel Forster zu seinem Präsidenten.
An der Spitze der Bezirkskliniken Mittelfranken steht ein Vorstand bestehend aus zwei Personen, einem Vorstand Medizin und einem kaufmännischen Vorstand. Diese führen und vertreten das Unternehmen gleichberechtigt nach außen und sind für fünf Jahre berufen. Unterstützt wird der Vorstand von je einem Direktor oder einer Direktorin aus dem ärztlichen, kaufmännischen und pflegerischen Bereich.
Seit 2019 leitet Matthias Keilen als Vorstand Medizin den Klinikverbund. Im April 2024 verlängerte der Verwaltungsrat den Vertrag mit Matthias Keilen vorzeitig um weitere fünf Jahre bis 31. Dezember 2029. Kaufmännische Vorständin ist Stinne Fronius.

## Behandlungsspektrum
- Psychiatrie, Psychotherapie und Psychosomatik: bei psychischen Störungen und Krankheiten und bei seelischen Krisen. Spezialisierte Ambulanzen, Tageskliniken, Stationen für Depressionen, Psychosomatik, Sucht von Entgiftung über Motivation bis Rehabilitation, Alterspsychiatrie sowie Kinder- und Jugendpsychiatrie
- Neurologie und Neurologische Rehabilitation: für die Behandlung des akuten Schlaganfalls, chronischer Schmerzen, des Morbus Parkinson, Multipler Sklerose und weiterer neurologischer Erkrankungen. Stationäre Rehabilitation
- Geriatrische Rehabilitation: zur Vermeidung oder Linderung der Pflegebedürftigkeit von älteren Menschen.